# Râul Sâmnic
Râul Sâmnic sau Râul Glod sau Râul Sâminic este un afluent al râului Olt.